# Giuseppe Cassella
Giuseppe Cassella, citato anche come Casella (Cusano Mutri, 14 ottobre 1755 – Napoli, 8 febbraio 1808), è stato un astronomo e matematico italiano, primo direttore dell'Osservatorio Astronomico di Napoli.

## Biografia

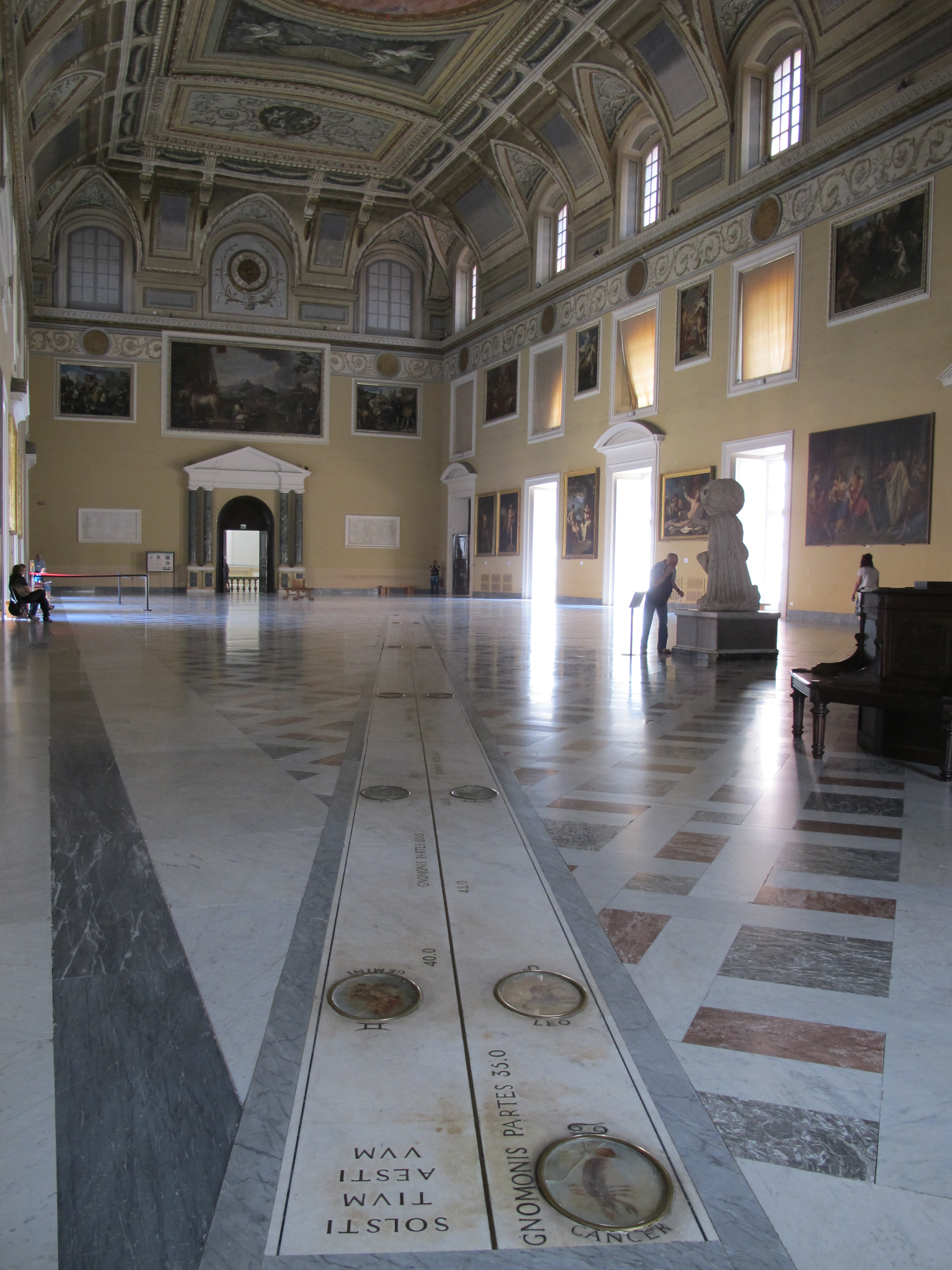
Museo archeologico nazionale di Napoli. In primo piano, sul pavimento, la meridiana.

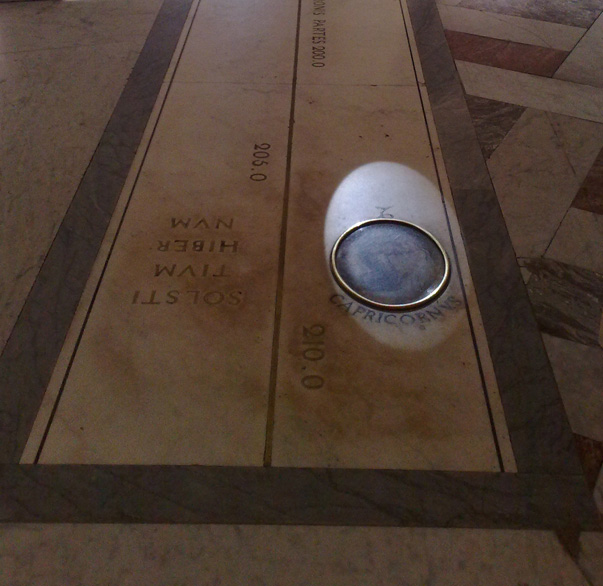
Meridiana del Gran Salone del Museo Archeologico in funzione nel giorno del solstizio d'inverno

Studiò presso il seminario diocesano di Cerreto Sannita, dove poté dedicarsi agli studi letterari e matematici. Dopo aver terminato con somma lode il seminario, Casella tornò al suo paese natale dove restò per circa un anno. La sua mente irrequieta e desiderosa di ampliare le proprie conoscenze, soprattutto in materia scientifica, lo spinse a trasferirsi nella metropoli di Napoli.
Qui Casella ascoltò le lezioni pubbliche tenute nella Reale Università, frequentò le biblioteche e si iscrisse ai corsi di diritto per non deludere le aspettative dei genitori, che desideravano vederlo realizzato nello studio delle leggi civili e canoniche. La sua vera passione però rimarrà la scienza e in modo particolare l'astronomia, passando le notti a studiare quei temi a lui più cari. Casella riuscì ad ascoltare le lezioni del celebre professore di astronomia Felice Sabatelli, grazie al quale riuscì ad avere una formazione più completa e ad iniziare a farsi un nome nel campo dell'astronomia..
Ancora non soddisfatto delle sue conoscenze, Casella decise di andare a Londra ed in breve organizzò il viaggio e decise di fare delle tappe nelle principali città italiane che non aveva mai visitato.
Andò prima a Venezia, poi passò per Padova dove venne subito notato il suo ingegno e gli fu offerta la cattedra di matematica per l'università. Inizialmente indeciso, poiché voleva continuare il suo viaggio verso l'Inghilterra, alla fine si convinse ad accettare l'incarico. Giunta voce del suo successo a Padova, il governo di Napoli nel 1786 lo invitò a fare ritorno in patria in cambio di generose promesse. Casella, conteso tra le due città, decise alla fine di tornare in patria. Fu accolto di nuovo a Napoli dove ricevette la cattedra di Astronomia nel Real Collegio della Marina, quella di Meccanica nel Real Collegio di Artiglieria, e venne nominato pubblico professore di Astronomia nella Regia Università degli Studi.
Nel 1791 il ministro Acton concedette a Casella un'ala della Reale biblioteca Borbonica (oggi Museo Archeologico Nazionale di Napoli) per allestire un osservatorio astronomico. Casella vi fece costruire una specola e realizzò sul pavimento della biblioteca una meridiana (dalla quale prende ancora oggi il nome il Salone della Meridiana del Museo Archeologico Nazionale di Napoli). La meridiana, lunga oltre 27 metri, è formata da una linea di ottone ai lati della quale sono dipinti in medaglioni di forma ellittica i dodici segni della zodiaco. A mezzogiorno la luce del sole penetra da un foro situato in un angolo del soffitto ed illumina la meridiana in altezze diverse a seconda delle stagioni. Successivamente Casella chiese al governo di spostare l'osservatorio nel più rispondente Belvedere del soppresso monastero di S.Gaudioso, situato sulla collina di Sant'Agnello a Caponapoli di fronte al Real Museo. Così il 29 gennaio del 1807 il governo approvò la proposta.
Il 30 novembre 1797 divenne socio dell'Accademia delle scienze di Torino.
Durante il periodo napoleonico Casella cercò di tutelare la sua cattedra in astronomia inviando un promemoria al ministro Miot. Tuttavia il nuovo governo, apparentemente per motivi politici e non per meriti, decise di assegnare la cattedra ad uno degli esiliati del 1799: Ferdinando Messia de Prado. Ammalatosi di idropisia polmonare proprio durante le osservazioni astronomiche notturne, Casella morì a Napoli l'8 febbraio 1808 all'età di 51 anni.

## Opere

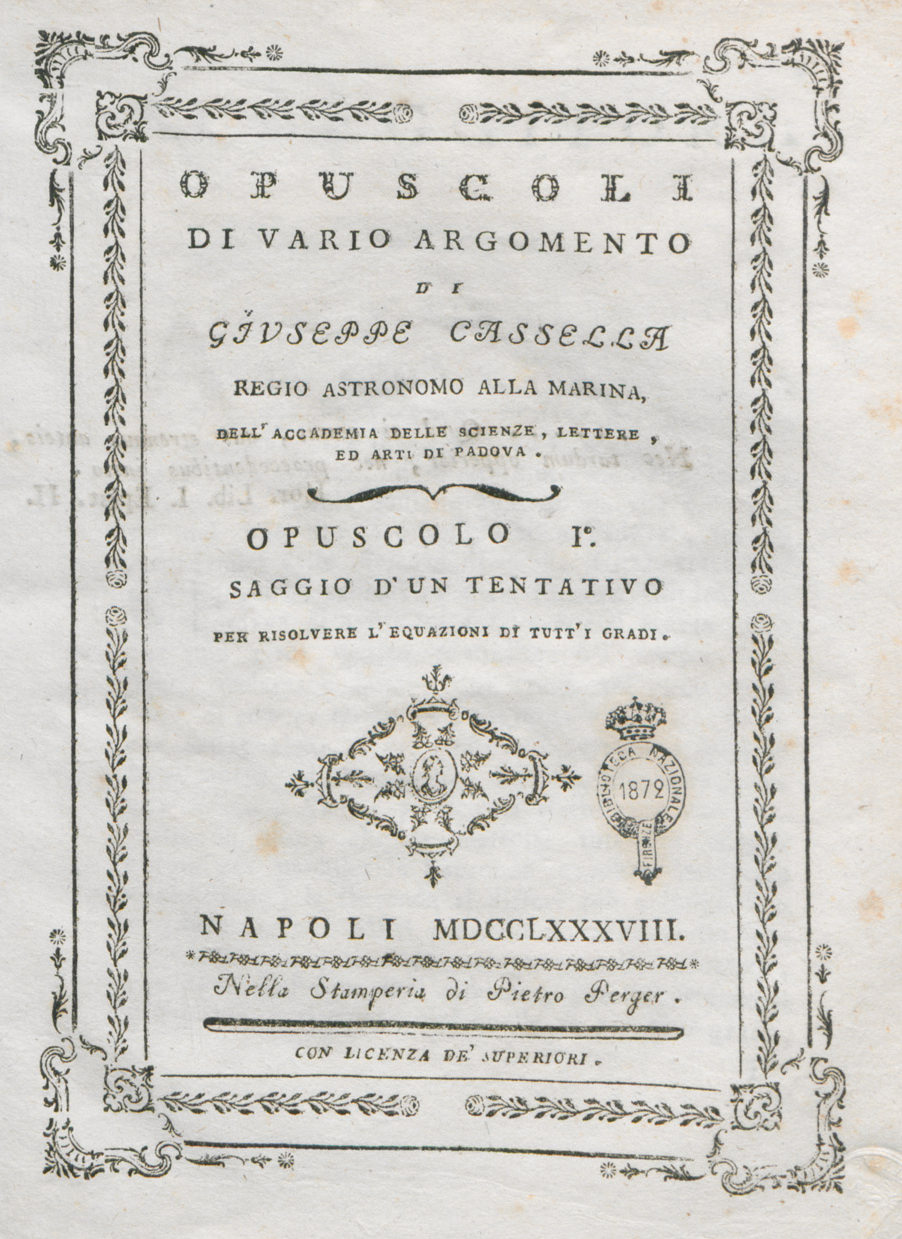
Saggio d'un tentativo per risolvere l'equazioni di tutt'i gradi, 1788

- Saggio d'un tentativo per risolvere l'equazioni di tutt'i gradi, 1788
- Dei principali movimenti e fenomeni dei corpi celesti, 1788
- Efemeridi astronomiche...calcolate al meridiano di Napoli per comodo e vantaggio degli studiosi dell'astronomia e della navigazione, 1790-1796
- Occultazione di stelle per la luna osservata a Napoli[8], 1799
- Metodo per trovare le radici numeriche di ogni equazione, 1804
- Lettera sull'eclisse del dì 11 febbraio di Giuseppe Casella ad Antonio Cagnole, 1804
- trovarsi un metodo sicuro, onde determinare le longitudini in mare, 1807
- Storia de'fenomeni del terremoto de'26 luglio 1805 nella Provincia di Molise, inedito.